# 第38回ゴールデンラズベリー賞
第38回ゴールデンラズベリー賞は、2017年の映画で最低の作品に贈られる賞である。2018年1月22日にノミネートが発表され、同年3月4日に受賞結果が発表された。

## ノミネート一覧
太字が受賞である。
| 部門                         | 候補 |
| ---------------------------- | --- |
| 最低作品賞                   | ベイウォッチ |
| 最低作品賞                   | 絵文字の国のジーン |
| 最低作品賞                   | フィフティ・シェイズ・ダーカー                                                                                         |
| 最低作品賞                   | ザ・マミー/呪われた砂漠の王女                                                                                          |
| 最低作品賞                   | トランスフォーマー/最後の騎士王                                                                                        |
| 最低主演男優賞               | トム・クルーズ - 『ザ・マミー/呪われた砂漠の王女』                                                                     |
| 最低主演男優賞               | ジョニー・デップ - 『パイレーツ・オブ・カリビアン/最後の海賊』                                                         |
| 最低主演男優賞               | ジェイミー・ドーナン - 『フィフティ・シェイズ・ダーカー』                                                              |
| 最低主演男優賞               | ザック・エフロン - 『ベイウォッチ』                                                                                    |
| 最低主演男優賞               | マーク・ウォールバーグ - 『パパVS新しいパパ2』『トランスフォーマー/最後の騎士王』                                      |
| 最低主演女優賞               | キャサリン・ハイグル - 『アンフォゲッタブル』                                                                          |
| 最低主演女優賞               | ダコタ・ジョンソン - 『フィフティ・シェイズ・ダーカー』                                                                |
| 最低主演女優賞               | ジェニファー・ローレンス - 『マザー!』                                                                                 |
| 最低主演女優賞               | タイラー・ペリー - 『タイラー・ペリーのまた出たぞ〜! マデアのハロウィン2』                                             |
| 最低主演女優賞               | エマ・ワトソン - 『ザ・サークル』                                                                                      |
| 最低助演男優賞               | ハビエル・バルデム - 『マザー!』『パイレーツ・オブ・カリビアン/最後の海賊』                                            |
| 最低助演男優賞               | ラッセル・クロウ - 『ザ・マミー/呪われた砂漠の王女』                                                                   |
| 最低助演男優賞               | ジョシュ・デュアメル - 『トランスフォーマー/最後の騎士王』                                                             |
| 最低助演男優賞               | メル・ギブソン - 『パパVS新しいパパ2』                                                                                 |
| 最低助演男優賞               | アンソニー・ホプキンス - 『アウトバーン』『トランスフォーマー/最後の騎士王』                                           |
| 最低助演女優賞               | キム・ベイシンガー - 『フィフティ・シェイズ・ダーカー』                                                                |
| 最低助演女優賞               | ソフィア・ブテラ - 『ザ・マミー/呪われた砂漠の王女』                                                                   |
| 最低助演女優賞               | ローラ・ハドック - 『トランスフォーマー/最後の騎士王』                                                                 |
| 最低助演女優賞               | ゴールディ・ホーン - 『クレイジー・バカンス ツイてない女たちの南国旅行』                                               |
| 最低助演女優賞               | スーザン・サランドン - 『バッド・ママのクリスマス』                                                                    |
| 最低監督賞                   | ダーレン・アロノフスキー - 『マザー!』                                                                                 |
| 最低監督賞                   | マイケル・ベイ - 『トランスフォーマー/最後の騎士王』                                                                   |
| 最低監督賞                   | ジェームズ・フォーリー - 『フィフティ・シェイズ・ダーカー』                                                            |
| 最低監督賞                   | アレックス・カーツマン - 『ザ・マミー/呪われた砂漠の王女』                                                             |
| 最低監督賞                   | トニー・レオンディス - 『絵文字の国のジーン』                                                                          |
| 最低リメイク・パクリ・続編賞 | ベイウォッチ |
| 最低リメイク・パクリ・続編賞 | タイラー・ペリーのまた出たぞ〜! マデアのハロウィン2                                                                    |
| 最低リメイク・パクリ・続編賞 | フィフティ・シェイズ・ダーカー                                                                                         |
| 最低リメイク・パクリ・続編賞 | ザ・マミー/呪われた砂漠の王女                                                                                          |
| 最低リメイク・パクリ・続編賞 | トランスフォーマー/最後の騎士王                                                                                        |
| 最低スクリーンコンボ賞       | 主演2人による、2人の大人のオモチャや2人の体位など全ての組み合わせ。 - 『フィフティ・シェイズ・ダーカー』               |
| 最低スクリーンコンボ賞       | 人間キャラクター2人による、2体のロボットや2回の大爆発など全ての組み合わせ。 - 『トランスフォーマー/最後の騎士王』      |
| 最低スクリーンコンボ賞       | 2つの最悪な絵文字。 - 『絵文字の国のジーン』                                                                           |
| 最低スクリーンコンボ賞       | ジョニー・デップといつもの酔っ払った芝居。 - 『パイレーツ・オブ・カリビアン/最後の海賊』                               |
| 最低スクリーンコンボ賞       | タイラー・ペリーと、薄汚い古いドレスまたは使い古したカツラ。 - 『タイラー・ペリーのまた出たぞ〜! マデアのハロウィン2』 |
| 最低脚本賞                   | ベイウォッチ |
| 最低脚本賞                   | 絵文字の国のジーン |
| 最低脚本賞                   | フィフティ・シェイズ・ダーカー                                                                                         |
| 最低脚本賞                   | ザ・マミー/呪われた砂漠の王女                                                                                          |
| 最低脚本賞                   | トランスフォーマー/最後の騎士王                                                                                        |
| ロッテン・トマト賞           | ベイウォッチ |
| ロッテン・トマト賞           | 絵文字の国のジーン |
| ロッテン・トマト賞           | フィフティ・シェイズ・ダーカー                                                                                         |
| ロッテン・トマト賞           | ザ・マミー/呪われた砂漠の王女                                                                                          |
| ロッテン・トマト賞           | トランスフォーマー/最後の騎士王                                                                                        |